# 國立東華大學圖書館
國立東華大學圖書館（英語：National Dong Hwa University Library，簡稱：東華圖書館）是隸屬國立東華大學的圖書館，創立於1994年，提供教職員和學生中西文書籍、視聽資料借閱等服務。東華圖書館實體藏書逾120萬冊，為全國館藏第八大的大學圖書館，並與中央研究院附屬圖書館、國立臺灣大學、國立清華大學、國立陽明交通大學、國立成功大學、國立政治大學等多所學術機構、大學圖書館簽有圖書互借協議。
東華圖書館與臺大圖書館為兩座中華民國政府指定法定寄存大學圖書館，負責完整保存政府出版品。2016年與2019年，華人文學巨擎王靖獻（楊牧）與國際漢學大師鄭清茂，為推動東華國際漢學與文學發展，贈予其一生上萬冊珍貴文學藏書、史料與手稿予東華圖書館。 2023年，臺灣婦女運動領導者李元貞捐贈其所有藏書予東華圖書館。

## 歷史
國立東華大學圖書館位於校園中央，館舍樓高六層，總面積約5,490坪。館藏總量約為265萬冊件，包括實體書籍、電子書與各類資料庫資源。館內設有多元閱讀與展示空間，如「新知悅談區」、「閱報區」、「懷舊角落」與「兒童圖書區」等，並陸續建置特色專區，包括「校史室」、「楊牧書房」、「東華精粹」以及名家藏書專區（含王禎和、韋政通、鄭清茂、方銘健、李元貞、林道生、李忠男、林富士等人藏書），以呈現校園人文特色與保存珍貴資料。
自2011年7月至10月，圖書館進行館藏整併工程。該計畫包括整備五、六樓空間、暫時閉館、以及遷移原美崙校區館藏。美崙校區共約42萬冊實體圖書於此期間遷至壽豐校區，並重新進行分類與上架。整併過程中，為因應未來藏書成長空間，部分長期未借閱（八年以上）書籍轉存至「罕用書庫」，該設施位於原美崙校區音樂館改建後之空間。圖書館自2011年9月26日分階段重新開放，至10月3日全面啟用六層樓館舍。

### 壽豐校區圖書館
國立東華大學於1994年7月1日創校，初期圖書館設於湖畔餐廳三樓，並於同年10月11日遷至理學院大樓A棟二樓。1998年5月12日動工興建圖書資訊大樓，館舍包含六層圖書館與三層資訊網路中心，並於2001年9月18日啟用。初期使用一至三樓，後於2006年增設四樓空間。2008年與國立花蓮教育大學合併後，館舍轉為壽豐校區圖書館，並於2011年整併美崙校區館藏後，全棟六層皆作為圖書館空間使用。

### 美崙校區圖書館
圖書館前身可追溯至1947年10月27日創立之省立花蓮師範學校，初設圖書室於教務處設備組之下。1964年改制為省立花蓮師範專科學校，並於1965年3月20日啟用由修澤蘭設計之圖書館，1976年進行擴建。1987年改制為國立花蓮師範學院後，圖書館升格為一級單位，並於1992年4月8日啟用新建五層館舍（總樓板面積約2,077坪）。2008年8月與國立東華大學合併後，成為美崙校區圖書館。該館於2011年8月22日停止服務，其館藏併入壽豐校區圖書館。

## 樓層介紹
| 塔樓 | 壽豐最高建築物觀景台 |  |
| 六樓 | 西文書區 |  |
| 五樓 | 西文書區、中文套書區、博碩士論文區、中文裝訂本期刊、中小學教科書區、會議室                                                                                               |  |
| 四樓 | 中文書區、愛的書庫 |  |
| 三樓 | 討論室、大尺寸資料區、中文書區、研究小間 |  |
| 二樓 | 西文裝訂本期刊區、中文裝訂本期刊區、多媒體放映室、名家藏書、東華精粹、資訊檢索區、微縮資料區、視聽區、視聽聆賞室、地圖資料、中文參考書、研究小間、哺集乳室、性別友善廁所 |  |
| 一樓 | 校史館、楊牧書房、現刊區、中文裝訂本期刊區、講習室、兒童圖書區、閱報區、服務檯、懷舊角落、辦公室                                                                         |  |

## 館際合作
東華圖書館與中央研究院相關附屬圖書館、國立臺灣大學、國立清華大學、國立陽明交通大學、國立成功大學、國立政治大學、國立臺灣師範大學及國立臺灣藝術大學等多所學術機構、大學圖書館簽訂圖書互借協議，如下列：
| 中央研究院 | 傅斯年圖書館           | 民族學研究所圖書館   |
| 中央研究院 | 人文社會科學聯合圖書館 | 中國文哲研究所圖書館 |

| 北區 | 國立臺灣大學     | 國立清華大學     | 國立陽明交通大學 |
| 北區 | 國立政治大學     | 國立中央大學     | 國立臺灣師範大學 |
| 北區 | 國立臺灣藝術大學 | 國立臺北藝術大學 | 國立臺北教育大學 |
| 北區 | 國立臺灣海洋大學 | 東吳大學         | 淡江大學         |
| 北區 | 中原大學         | 元智大學         | 世新大學         |
| 北區 | 實踐大學         | 德明財經科技大學 |                  |

| 中區 | 國立中興大學     | 國立暨南國際大學 | 國立彰化師範大學 |
| 中區 | 國立臺中教育大學 | 逢甲大學         | 東海大學         |
| 中區 | 靜宜大學         | 大葉大學         |                  |

| 南區 | 國立成功大學 | 國立中山大學 | 國立高雄師範大學 |
| 南區 | 國立高雄大學 | 國立臺南大學 | 國立嘉義大學     |
| 南區 | 國立屏東大學 |              |                  |

| 東區 | 國立宜蘭大學 | 國立臺東大學 | 慈濟大學 |
| 東區 | 佛光大學     | 玉山神學院   |          |